# Marolambo
Marolambo est une ville et une commune urbaine (Kaominina) située dans la région d'Atsinanana (province de Tamatave), dans l'est de Madagascar.

## Administration
La commune est le chef-lieu du district homonyme.